# Sachers
Sachers ist der Familienname folgender Personen:
- Gustav Sachers (1831–1874), böhmischer Architekt und Baumeister
- Erich Sachers (1889–1974), österreichischer Rechtswissenschafter
- Walter Sachers (* 1954), österreichischer Schauspieler

Siehe auch:
- Sacher
- Zach, Zachmann
- Zechel
- Zacher, Zacherl, Zachert
- Zachries, Zarges (Begriffsklärung)